# Parigi-Bourges 1979
La Parigi-Bourges 1979, trentesima edizione della corsa e valevole come prova del circuito UCI categoria CB.1, si svolse il 9 giugno 1979 e fu vinta dal francese Jean-René Bernaudeau.

## Ordine d'arrivo (Top 10)
| Pos. | Corridore                 | Squadra  | Tempo |
| ---- | ------------------------- | -------- | ----- |
| 1    | Jean-René Bernaudeau      | Renault  |       |
| 2    | Regis Ovion               | Peugeot  |       |
| 3    | René Bittinger            | Flandria |       |
| 4    | Michel Laurent            | Peugeot  |       |
| 5    | Pierre-Raymond Villemiane | Renault  |       |
| 6    | Gerard Simonnot           | Les Amis |       |
| 7    | Gilbert Duclos-Lassalle   | Peugeot  |       |
| 8    | Jean-Louis Gauthier       | Miko     |       |
| 9    | Didier Lebaud             | Miko     |       |
| 10   | Yves Hezard               | Peugeot  |       |